# Зіновенко Анастасія Анатоліївна
Анастасія Анатоліївна Зіновенко (нар. 5 липня 1990, Київ, Україна) — українська акторка кіно, дубляжу й озвучування.

## Біографія
Народилася 5 липня 1990 року у Києві у сім'ї акторів Тетяни й Анатолія Зіновенко. Має молодшу сестру Єлизавету Зіновенко, яка теж займається дубляжем та озвученням.
У 2012 році закінчила Київського національного університету театру, кіно та телебачення імені Івана Карпенка-Карого. За роки навчання грала в декількох театральних виставах, однак визнання отримала після виходу на екрани молодіжного ситкому «Медфак» (2019) від «Дизель Студіо». До цього Анастасія вже грала у різних українських і російських фільмах.
У 2019 році народила сина Нікіту. Займається фотографією.
Озвучувала таких відомих персонажів, як Мейвіс («Монстри на канікулах»), дорослу Персик («Льодовиковий період»), Ренбоу Деш («My Little Pony: Дружба — це диво»), Кендес Флінн («Фінеас і Ферб») та багатьох інших.

## Фільмографія
- «Повернення блудного чоловіка» (2006) — Оля[2]
- «Биття серця» (2011) — Таня[2]
- «Чоловік на годину» (2014) — Маша[2]
- «Маестро» (2016) — Бембі[2]
- «Хазяйка» (2016)[2]
- «Що робить твоя дружина?» (2017) — декоратор[2]
- «Медфак» (2019) — Валя Жогіна[1]

## Дублювання

### Студія«LeDoyen»
- Ніндзяґо: Майстри Спінджицу — Нія (дубляж, студія «LeDoyen»)
- Франкенвіні — Ельза ван Хельсинґ (дубляж, студія «LeDoyen»)
- Монстри на канікулах — Мейвіс (дубляж, студія «LeDoyen»)
- Монстри на канікулах 2 — Мейвіс (дубляж, студія «LeDoyen»)
- Монстри на канікулах 3 — Мейвіс (дубляж, студія «LeDoyen»)
- Вольт — Пенні (дубляж, студія «LeDoyen»)

### Студія«Postmodern Postproduction»
- Льодовиковий період 4: Континентальний дрейф — Персик (дубляж, студія «Postmodern Postproduction»)
- Льодовиковий період: Курс на зіткнення — Персик (дубляж, студія «Postmodern Postproduction»)

### Студія «1+1»
- 44 коти — Спалах (дубляж, студія «1+1»)
- My Little Pony: Дружба — це диво — Рейнбоу Деш, інші (дубляж, студія «1+1»)
- Дівчата з Еквестрії: Ігри дружби — Рейнбоу Деш (дубляж, студія «1+1»)
- Дівчата з Еквестрії: Легенда про Еверфрі — Рейнбоу Деш (дубляж, студія «1+1»)
- Дівчата з Еквестрії: Забута дружба — Рейнбоу Деш (дубляж, студія «1+1»)
- Бейблейд: Вибух — Токо Аоі (дубляж, студія «1+1»)
- ЕЛВІННН!!! і бурундуки — Елеонора (дубляж, студія «1+1»)
- Зак Шторм — Кловіс, Сісі (дубляж, студія «1+1»)
- Зоряна принцеса проти сил зла — Зірка Баттерфлай (дубляж, студія «1+1»)
- Леді Баг і Супер-Кіт — Сабріна Ренкомпері, Марінетт Дюпен-Чен (4 сезон) (дубляж, студія «1+1»)
- Лицарі Некзо Найтс — Мейсі (дубляж, студія «1+1»)
- Літтл Чармерс — Гейзл (дубляж, студія «1+1»)
- Маленький зоомагазин — другорядні персонажі (дубляж, студія «1+1»)
- Маленький зоомагазин: Наш власний світ — Мавпення, Мейбл (дубляж, студія «1+1»)
- Найкращий подарунок — Рейнбоу Деш (дубляж, студія «1+1»)
- Ніндзяґо: Майстри Спінджицу — другорядні персонажі (дубляж, студія «1+1»)
- Расті-механік — Вірлі (дубляж, студія «1+1»)
- СуперКрила — Джет (дубляж, студія «1+1»)
- Фінеас і Ферб — Кендес Флінн (дубляж, студія «1+1»)
- Шиммер та Шайн — Лія (дубляж, студія «1+1»)
- Кухня — Настя (дубляж, студія «1+1»)
- Ніндзяґо: Повстання драконів — Токс (дубляж, студія «1+1»)

### Студія «Майстер-Відео»
- My Little Pony: Дружба — це диво — Рейнбоу Деш, Еплджек, Реріті, Спайк, інші (дубляж, студія «Майстер-Відео»)
- Дівчата з Еквестрії — Рейнбоу Деш, Еплджек, Реріті, Спайк, інші (дубляж, студія «Майстер-Відео»)
- Еквестрійські дівчата: Райдужний рок — Рейнбоу Деш, Еплджек, Реріті, Спайк, інші (дубляж, студія «Майстер-Відео»)
- Дивовижний світ Гамбола — Гамбол (дубляж, студія «Майстер-Відео»)

### Студія «Tretyakoff Production»
- Пташиний ульот — Річард (дубляж, студія «Tretyakoff Production»)
- Снігова королева 3: Вогонь і лід — Альфіда (дубляж, студія «Tretyakoff Production»)

### Фільми
- «Таймлес. Смарагдова книга»[4]
- «Джуманджі: Поклик джунглів» — Марта[4]
- «Джуманджі: Наступний рівень» — Марта[4]
- «Нові мутанти» — Рейн Сінклер / Вольфсбейн[4]
- «Людина-павук: Далеко від дому» — Мішель / Ем-Джей[4]
- «Зомбіленд: Подвійний Постріл» — Літл-Рок[5]
- «Дулітл» — Бетсі
- «Коханець напрокат»
- «Енола Холмс 2» — Сара

### Серіали
- «Не відпускай мою руку»
- «Десяте королівство» — Вірджинія Льюїс
- «Закон і порядок: Спеціальний корпус» (1—21 сезони) — Олівія Бенсон
- «Баффі — переможниця вампірів» — Віллоу Розенберг[6]
- «Орвілл» — Алара Кітан
- «Звонар»
- «СБУ. Спецоперація»
- «Кухня» — Настя (дубляж студії «1+1»)
- «Школа» — Ната (російський дубляж студії «1+1»)

### Повнометражні мультфільми
- «Леді та Блудько 2» — Даніела
- «Кароліна у Світі Кошмарів»[7]
- «Як приборкати дракона», всі частини[7]
- «Вольт» — Пенні[4]
- «Монстри на канікулах», всі частини — Мейвіс[4]
- «Льодовиковий період 4: Континентальний дрейф» — Персик[4]
- «Льодовиковий період: Курс на зіткнення» — Персик[4]
- «My Little Pony у кіно» — Рейнбоу Деш[4]
- «Франкенвіні» — Ельза ван Хельсінґ[4]
- «Пташиний ульот» — Річард
- «Суперсімейка» — Фіалка
- «Суперсімейка 2» — Фіалка
- «Lego Фільм: Бетмен» — Філіс з Фантомної зони
- «Снігова королева 3: Вогонь і лід» — Альфіда

### Мультсеріали
- «My Little Pony: Дружба — це диво», та інші серіали цього всесвіту — Рейнбоу Деш, Еплджек, Реріті, Спайк, Світі Бель, Принцеса Луна, Спітфайр (4 сезон), Сніпс і Снейлз (4 сезон), Сільвер Спун, Сібріз, Скуталу, Йона, Мінует, Гот-поні (С5Е14), молода бабуся Сміт, Пінкі Пай (С5Е25), та інші
- «Літтл Чармерс» — Гейзел (2 сезон)
- «Зак Шторм» — Сісі (до 26 серії)
- «Клуб Вінкс: Школа чарівниць» — Муза (в дубляжі і закадровому озвученні студії «1+1»)
- «Лицарі Некзо Найтс» — Мейсі
- «Закон Майла Мерфі» — Кріс, Кендес
- «Фінеас і Ферб» — Кендес (2 і 4 сезони, дубляж студії «1+1»)[7]
- «Зоряна принцеса проти сил зла» — Зірка[7]
- «Вондер Тут і Там» — Лорд Домінатор (без шолому)
- «Качині історії (2017)» — Пір'їнка
- «Леді Баг і Супер-Кіт» — Сабріна, Марінетт (4 сезон) (дубляж студії «1+1»)
- «Бейблейд: Вибух» — Токо Аоі, Шаса, Малий Гайд, Фенґ Гоуп
- «Дивовижний світ Гамбола» — Гамбол
- «Маленький зоомагазин» — другорядні персонажі
- «Інфініті Надо» — Сесилія
- «LEGO Ельфи»[8]
- «Губка Боб Квадратні Штани» ― діти в заставці (дубляж студії «1+1»)
- «Пенн Зеро: Герой на півставки» ― Саші (дубляж студії «1+1»)
- «Бульки Гупі» ― Ноні (дубляж студії «1+1»)